# Paraplonobia echinopsili
Paraplonobia echinopsili är en spindeldjursart som beskrevs av Wainstein 1960. Paraplonobia echinopsili ingår i släktet Paraplonobia och familjen Tetranychidae. Inga underarter finns listade i Catalogue of Life.